# ビネンホフ

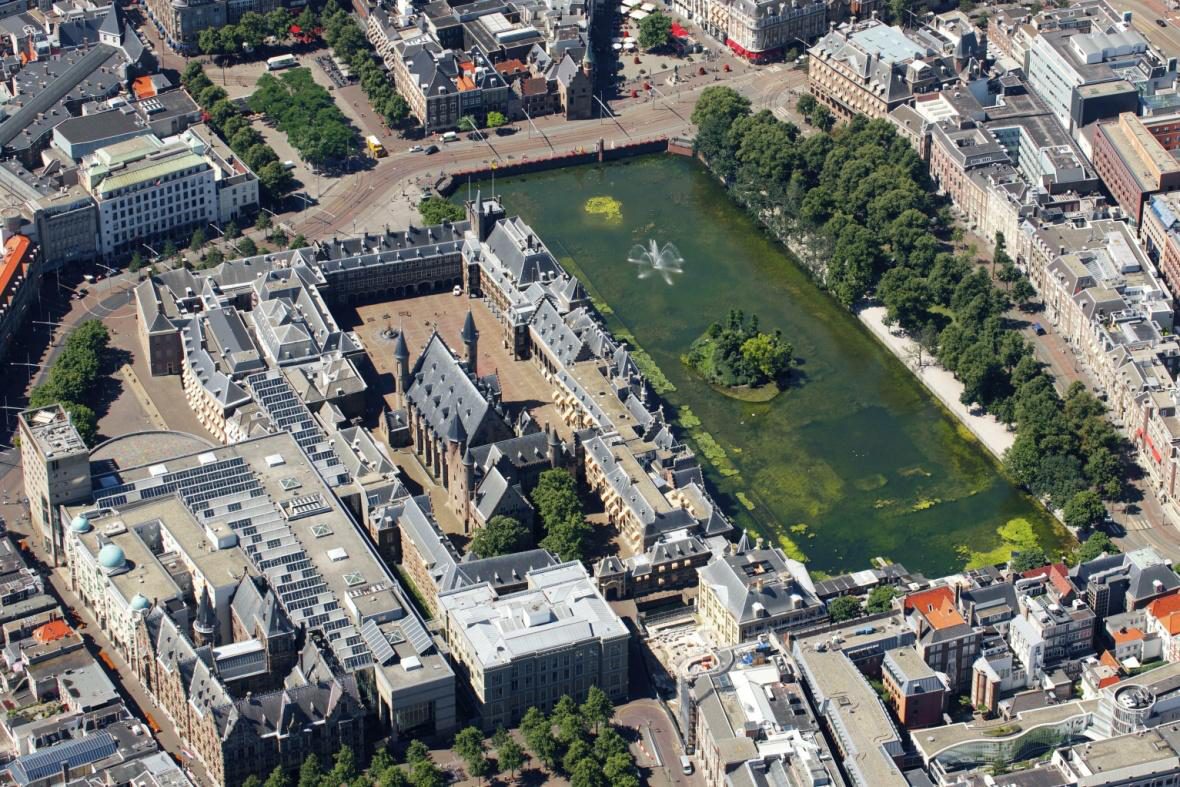
上空から

平面図

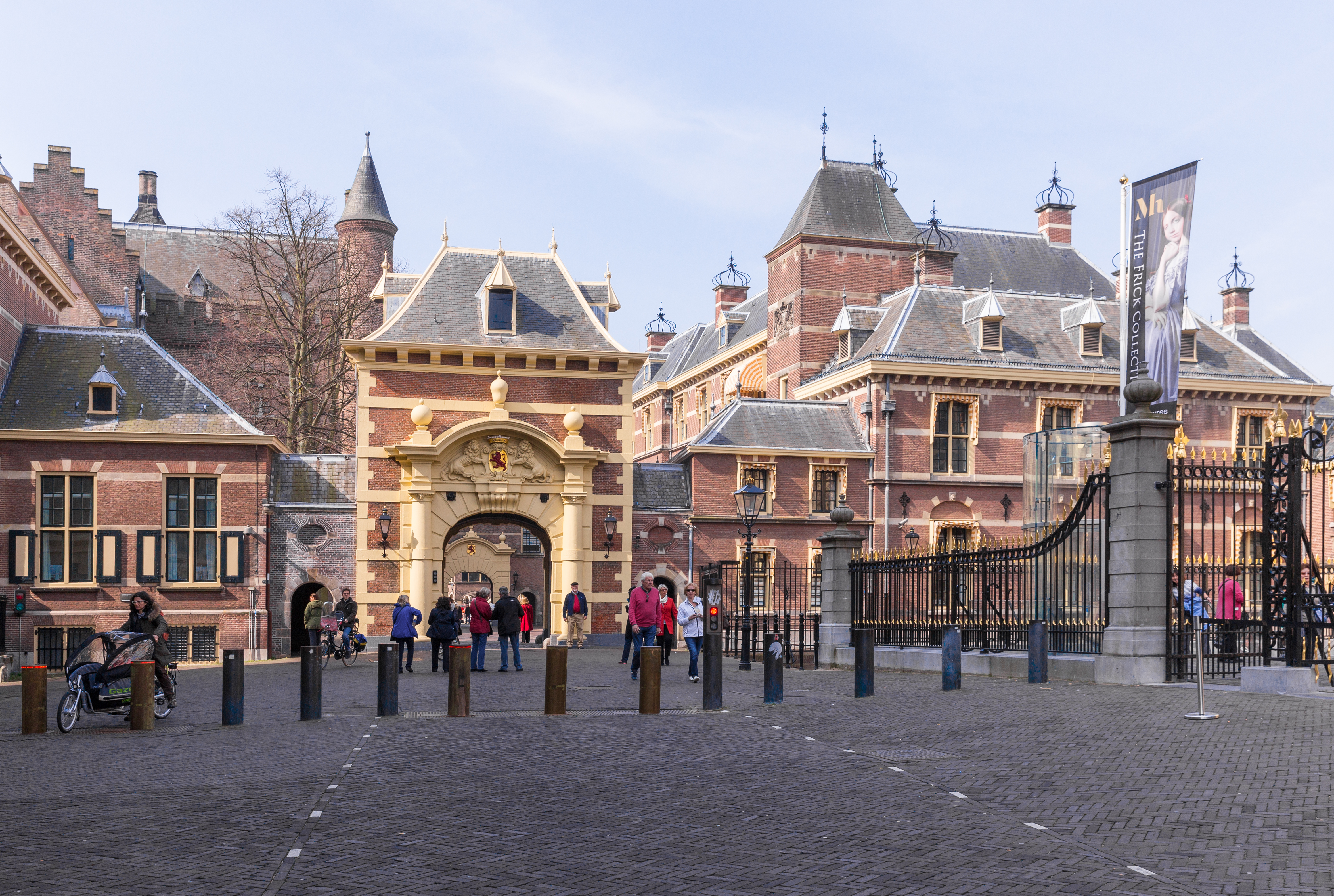
入口

ビネンホフ（Binnenhof）は、オランダの国会議事堂が立地する街区。首相官邸と総務省も敷地内に立地している。オランダ第三の都市ハーグにある。

## 歴史
13世紀に神聖ローマ帝国の名目上のローマ王（ドイツ王）ウィレム2世によって建てられた城を起源としている。ホフ池の南側に隣接し、かつては城の周りに水堀を廻らしていた。1581年のネーデルラント共和国成立後は政治の中枢として機能しており、政府の建物が次々に建設された。このためビネンホフには様々な時代の建築が存在する。

### 騎士の館
ビネンホフの中央にあるゴシック建築の建物で、1280年頃に完成したと推定されている。広場に面しており、中世の城館の特徴を良く残している。大きさは縦38m、横18m、高さ26m。屋根は木材で組まれており、内部は広々したホールとなっている。長らくオランダ下院議事堂として使われたが、1992年に南側に新議事堂が完成した後は、国会開会式や国王の演説などの儀礼的行事にのみ使用されている。
騎士の館は下院議事堂時代には歴史的な会議の舞台となった。主なものでは、欧州統合のきっかけとなった1948年の欧州会議、インドネシア独立を協議した1949年のオランダ・インドネシア円卓会議などである。

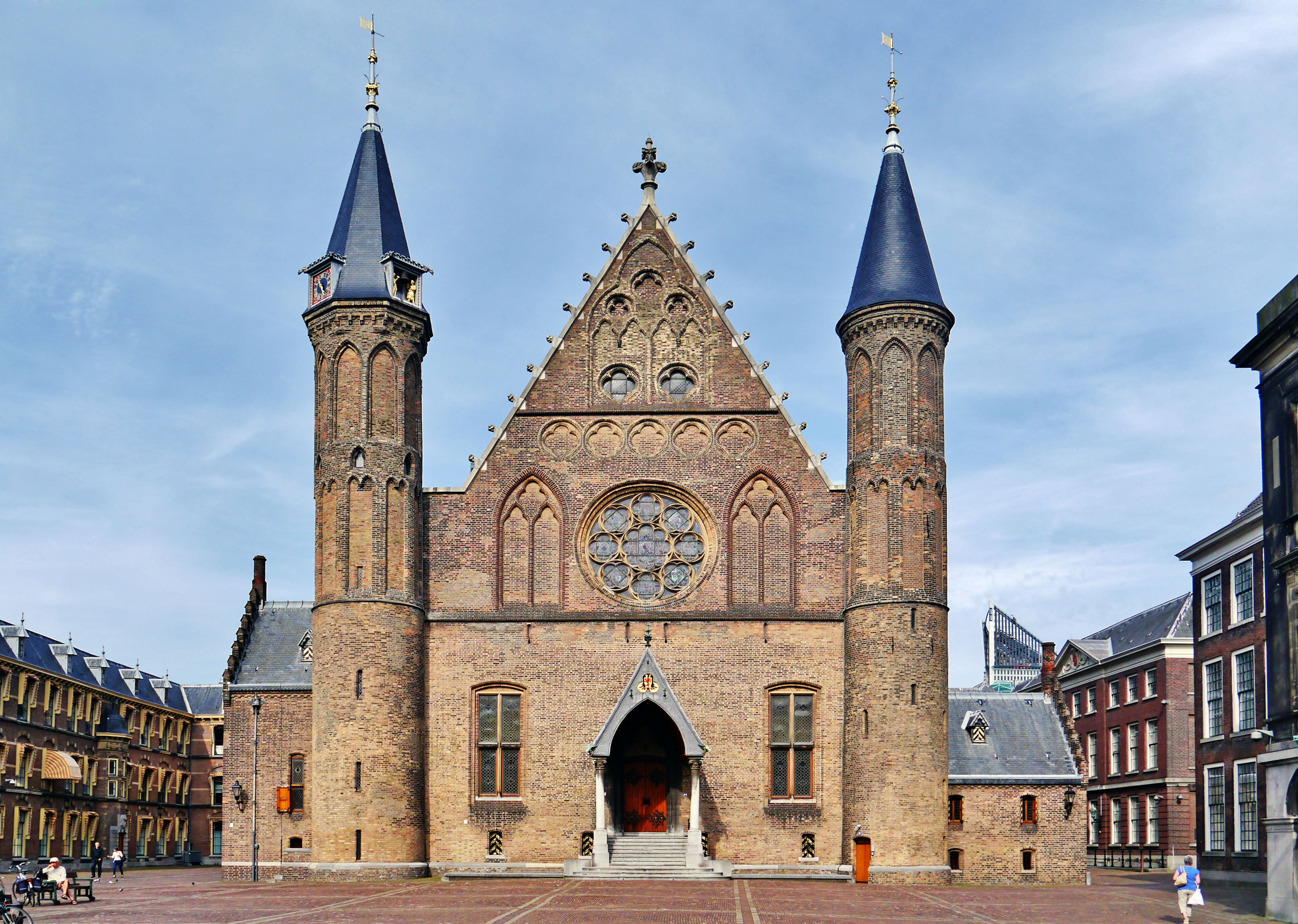
騎士の館
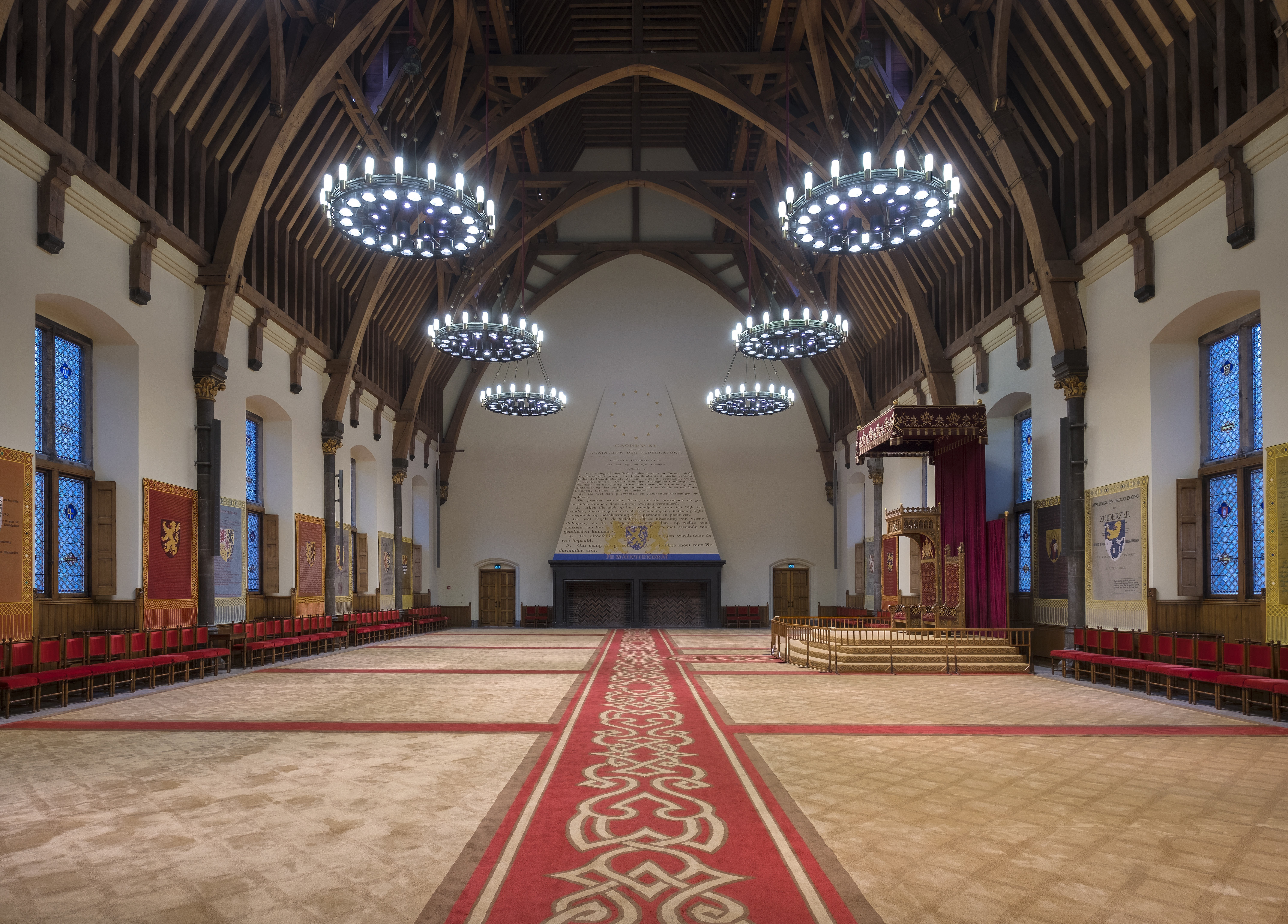
騎士の館 内部
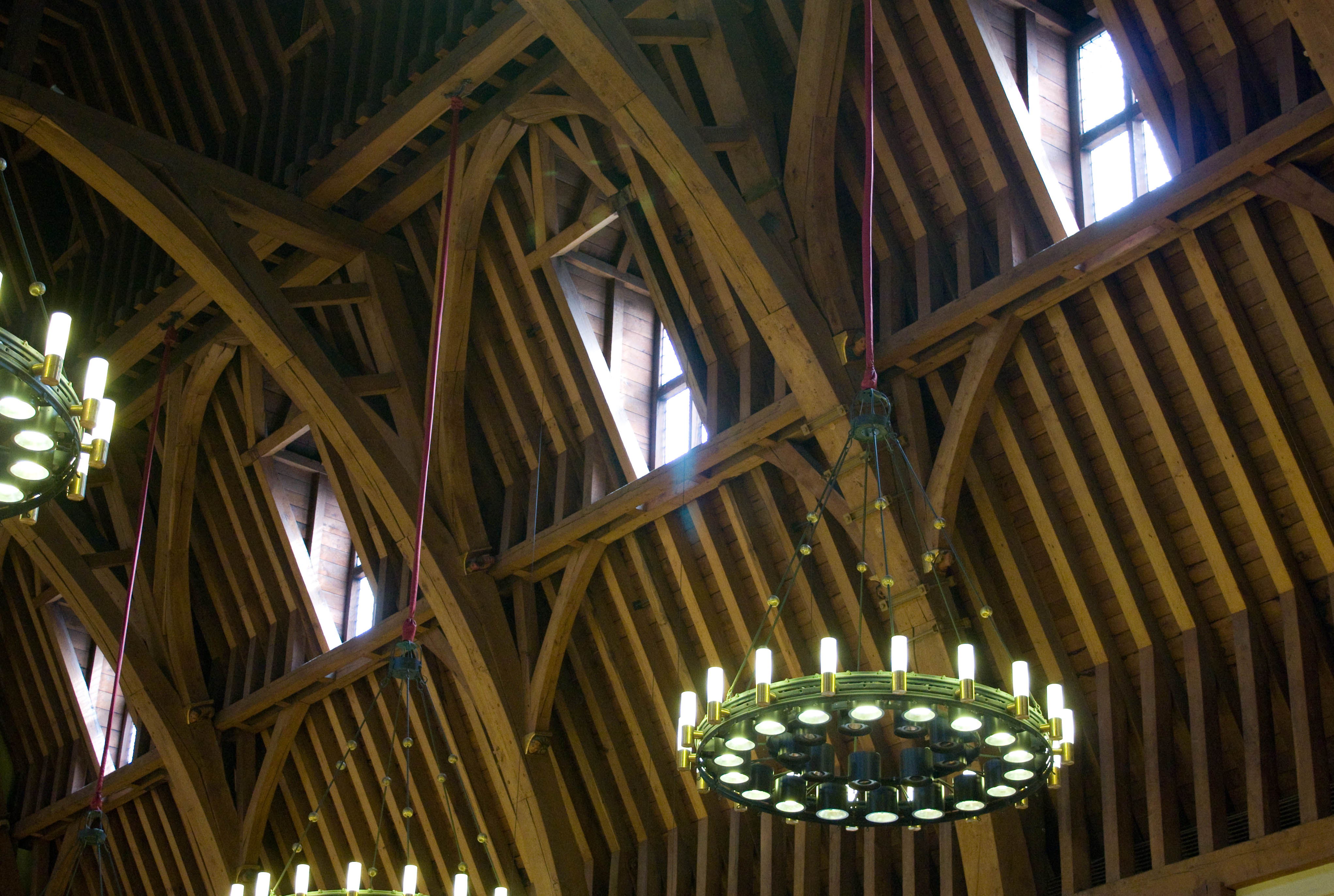
騎士の館 天井
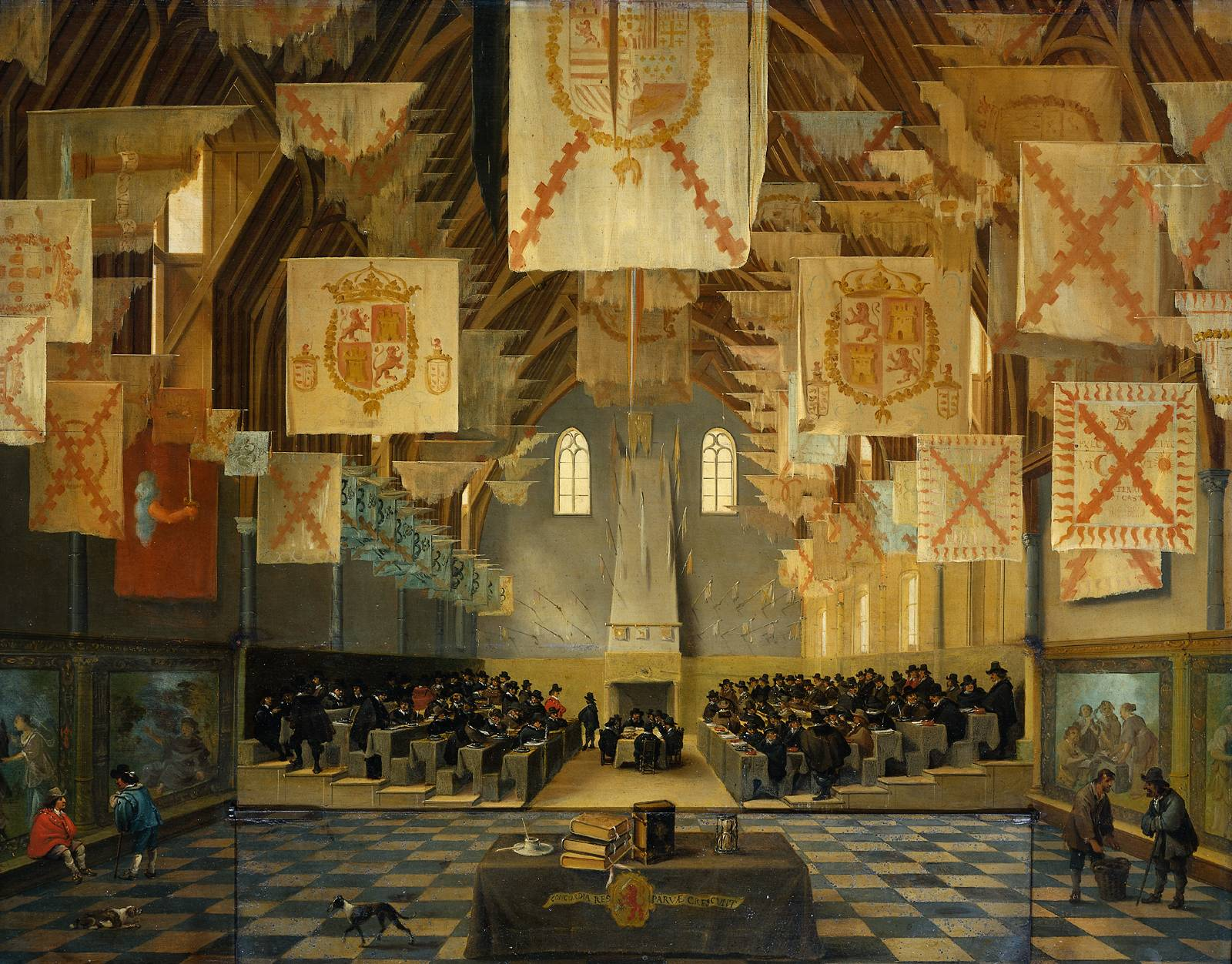
騎士の館（1651年）
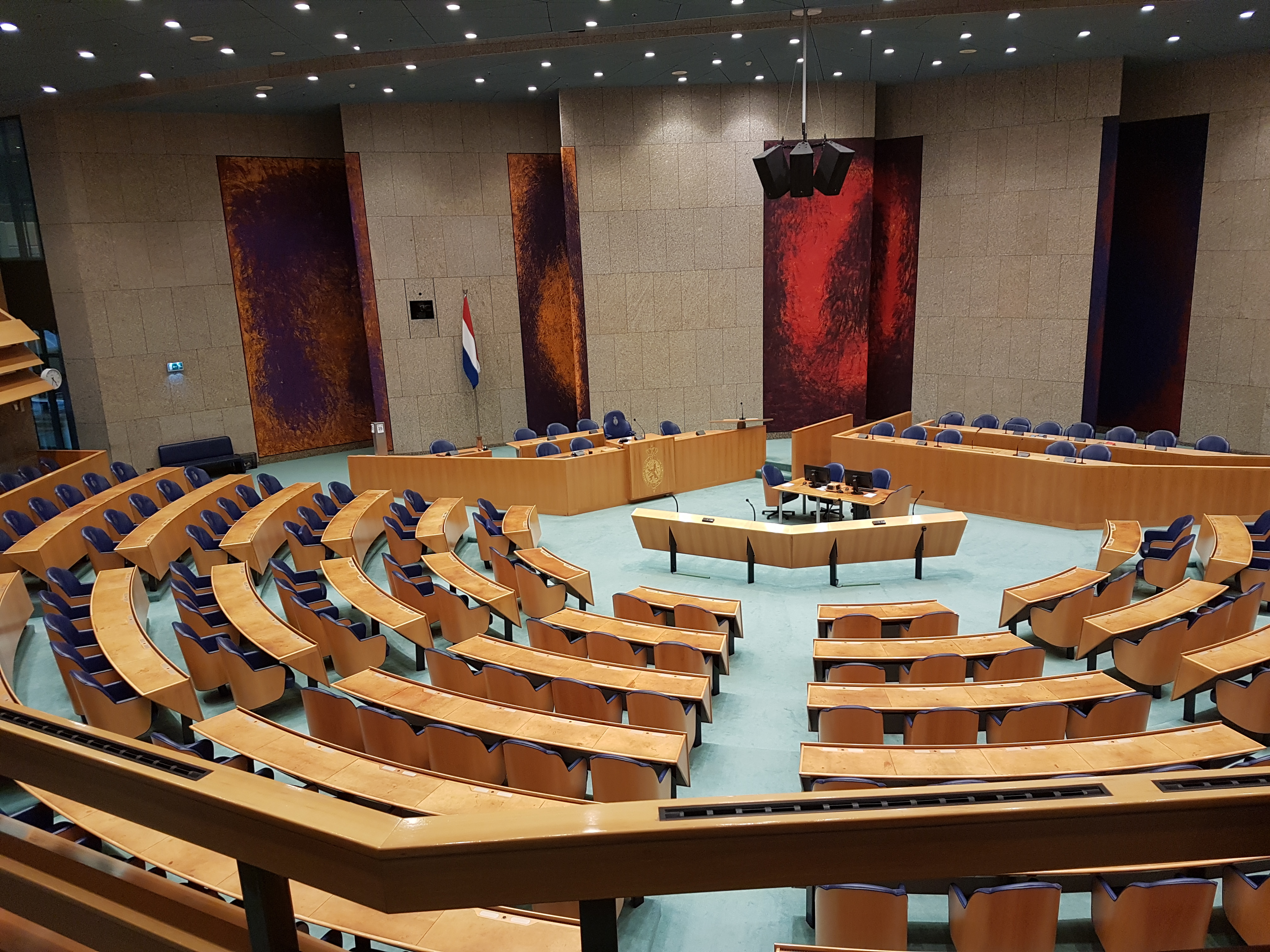
下院議場
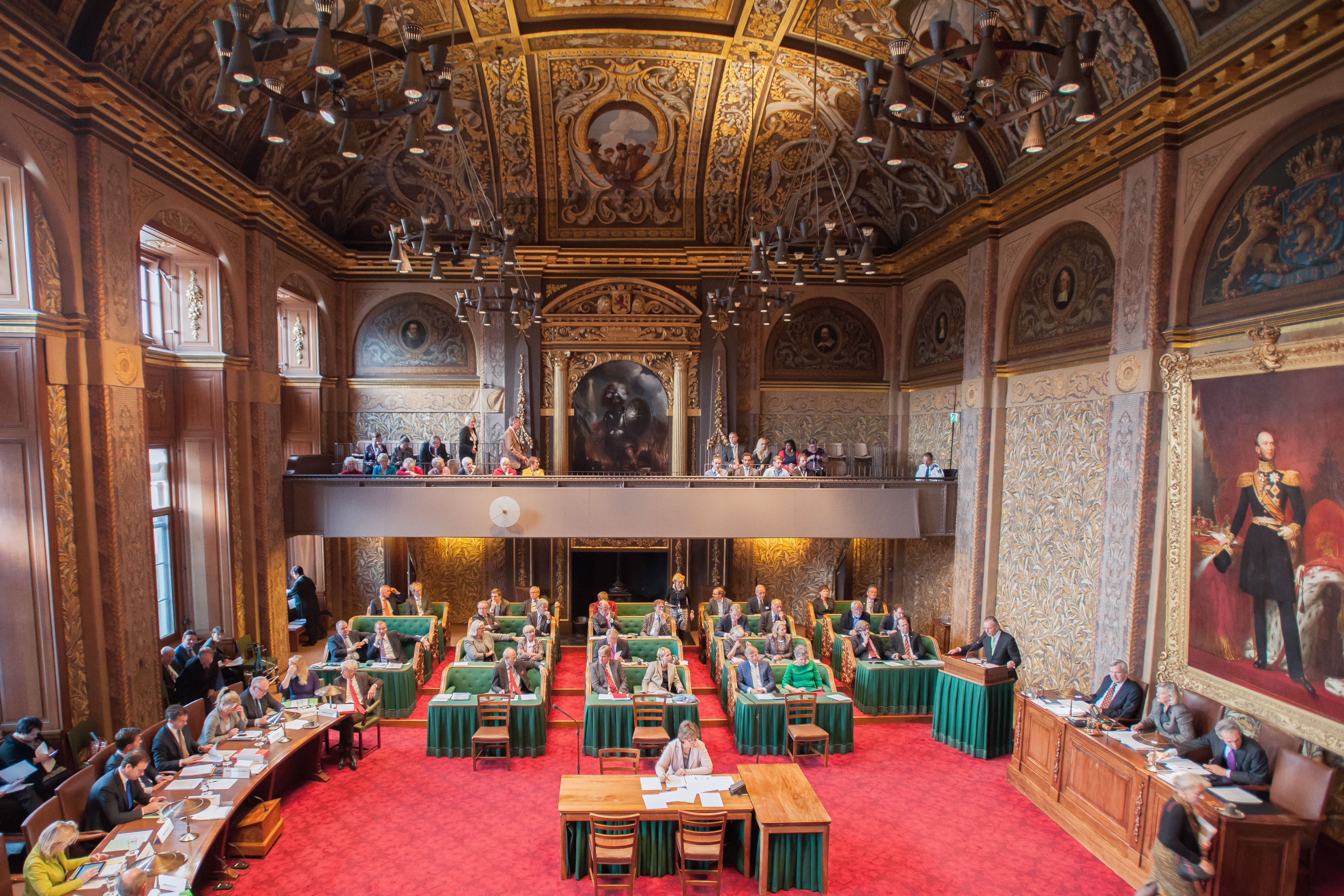
上院議場
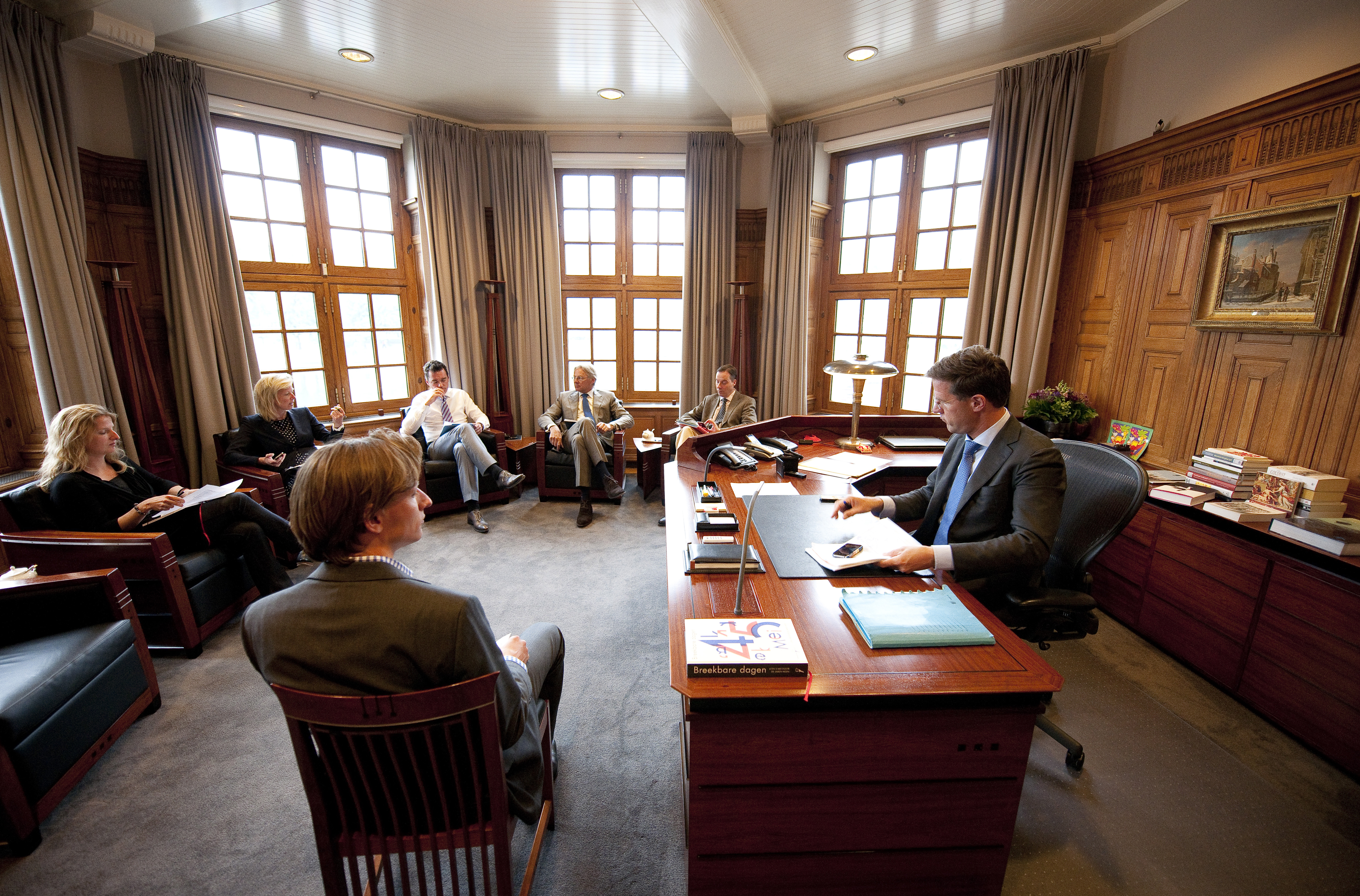
首相執務室
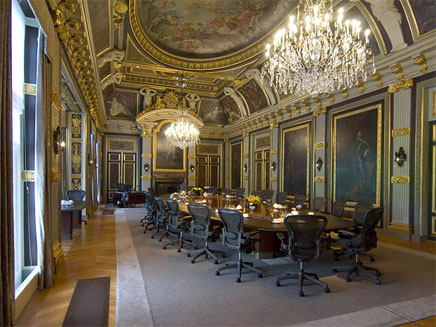
閣僚会議室